# Annette Schultz
Annette Schultz (Jena, 14 de maio de 1957) é uma ex-jogadora de voleibol da Alemanha que competiu pela Alemanha Oriental nos Jogos Olímpicos de 1980.
Em 1980, ela fez parte da equipe alemã que conquistou a medalha de prata no torneio olímpico, no qual atuou em cinco partidas.